# 김중배 (가수)
김중배(1960년 12월 ~ )는 대한민국의 트로트 가수이다. 

## 경력
- 2012년 서산시 홍보대사

## 출연

### 영화
- 1998년 《키스할까요?》

### 드라마
- 1997년 KBS 2TV 《파랑새는 있다》

## 앨범

### 정규
- 1994년 육백리 휴전선/애원
- 1996년 개미와 베짱이/서울 아리랑
- 2000년 왜 돌아섰소
- 2005년 사과/사랑한 당신
- 2007년 헤이 헤이 헤이
- 2011년 쿵짝/트로트 노래

### 비정규
- 2004년 인천발 여객기/사과